# Neon Indian
Neon Indian — музыкальный коллектив из Дентона (штат Техас). Руководителем и автором песен является Алан Паломо (Alan Palomo), известный также как участник группы Ghosthustler и сольный исполнитель Vega. Дебютный альбом Psychic Chasms (2009) получил множество положительных отзывов и пометку «лучшая новая музыка» на сайте Pitchfork, где также занял 14-е место в списке главных альбомов года. В журнале Rolling Stone Neon Indian были названы одной из актуальнейших новых групп 2010-го.

## История

### Начало
Алан Паломо родился в Монтеррее (Мексика), в пятилетнем возрасте эмигрировал в США, в Сан-Антонио и позднее переехал в Дентон, где учился в колледже при Северотехасском университете. Он начал сочинять и исполнять музыку в школьные годы и ещё до создания Neon Indian выступал в проектах Ghosthustler и Vega. Незадолго до выпуска Psychic Chasms он сказал, что планирует также издать альбом под псевдонимом Vega, однако до сих пор этого не произошло, и неизвестно, выйдет ли этот релиз когда-нибудь. В интервью Паломо указал в качестве музыкального вдохновителя своего отца, который в конце 1970-х — начале 1980-х был поп-звездой в Мексике. Семплы некоторых его песен были использованы в композициях Neon Indian. Название проекта было придумано бывшей девушкой Алана, которой он посвятил песню «Should Have Taken Acid with You» и отправил её в качестве извинения за пропущенное свидание. Одобрительный отзыв подружки побудил Паломо к сочинению новых песен.

### Psychic Chasms
13 октября 2009 года Паломо выпустил дебютный альбом Psychic Chasms на лейбле Lefse Records. На сайте Pitchfork диск был объявлен «лучшей новой музыкой» и занял 14-е место в итоговом списке альбомов за 2009 год, а две композиции из него («Should Have Taken Acid with You» и «Deadbeat Summer») вошли в аналогичный песенный рейтинг. В журнале Spin работу похвалили за «мечтательный коллаж семплов и звуков синтезатора». Поддержка музыкальных блогов выразилась в том, что Psychic Chasms попал в список 50 лучших альбомов года по версии The Hype Machine. В Великобритании он вышел под названием Mind Ctrl: Psychic Chasms Possessed на собственном лейбле Паломо Static Tongues 20 сентября 2010 года. Британское издание было дополнено треком «Sleep Paralysist» и несколькими ремиксами.

### Era Extraña
Второй альбом Era Extraña, записанный в Хельсинки зимой 2010-го, был выпущен 13 сентября 2011 года на Static Tongues.

## Выступления
На концертах к Паломо присоединяется концертный состав, включающий Джейсона Фэриса (ударные), Линн Макомбер (клавишные, вокал) и Ларса Ларсена (визуальные эффекты). Рональд Джирхарт пел и играл на гитаре до 2011 года, он покинул группу, чтобы окончить колледж и начать сольный проект под имнем Ронни Харт.
11 февраля 2010 года состоялся дебютное выступление Neon Indian на национальном телевидении в программе Late Night with Jimmy Fallon на канале NBC. Группа исполнила попурри из песен «Terminally Chill» и «Ephemeral Artery».
Neon Indian играли на известных независимых музыкальных фестивалях, в том числе Moogfest, North Coast Music Festival South by Southwest, Bonnaroo Music Festival, Pitchfork Music Festival, Sasquatch! Music Festival, Coachella Valley Music and Arts Festival, MtyMx All Ages Festival of Art and Music, Monolith Festival, Virgin Mobile Festival, Austin City Limits Festival, Free Press Summer Fest, Emmabodafestivalen, Incubate, Bestival и Camp Bisco. Коллектив гастролировал с Phoenix, Prefuse 73, Miniature Tigers, Massive Attack, Chromeo, Sleigh Bells, Real Estate и Wild Nothing.
Песня Change of Coast была предоставлена в качестве саундтрека к видеоигре Grand Theft Auto V. В декабре 2013 года появилась информация о разработке третьего альбома, но Алан решается сосредоточиться на проекте Vega. Выпуск LP состоялся только в 2015 году под названием Vega Intl. В поддержку Vega Intl проводится тур по Европе и США.

## Дискография

### Альбомы
| Год  | Альбом                                                                                    | Высшее место в хит-параде | Высшее место в хит-параде |
| Год  | Альбом                                                                                    | US                        | US Dance                  |
| ---- | ----------------------------------------------------------------------------------------- | ------------------------- | ------------------------- |
| 2009 | Psychic Chasms - Дата выпуска: 13 октября 2009 - Лейбл: Lefse Records                     | —                         | 11                        |
| 2010 | Mind Ctrl: Psychic Chasms Possessed - Дата выпуска: 28 сентября 2010 - Лейбл: Fader Label | —                         | —                         |
| 2011 | Era Extraña - Дата выпуска: 13 сентября 2011 - Лейбл: Static Tongues/Mom + Pop            | 74                        | 4                         |
| 2015 | VEGA INTL. Night School - Дата выпуска: 16 октября 2015                                   | 100                       | —                         |

### Мини-альбомы
- 2011: Flaming Lips 2011: The Flaming Lips with Neon Indian

### Синглы
- 2010: Sleep Paralysist
- 2010: Terminally Chill
- 2011: Polish Girl
- 2015: Annie
- 2015: Slumlord
- 2015: The Glitzy Hive
- 2018: Heaven's Basement (Theme From 86'd)
- 2019: Toyota Man
- 2020: Toyota Man (Mr. Frankel, Cigar Cigarette Remix)